# Chaetodon dolosus
Chaetodon dolosus är en fiskart som beskrevs av Ahl 1923. Chaetodon dolosus ingår i släktet Chaetodon och familjen Chaetodontidae. IUCN kategoriserar arten globalt som livskraftig. Inga underarter finns listade i Catalogue of Life.